# Cumingia vanhyningi
Cumingia vanhyningi is een tweekleppigensoort uit de familie van de Semelidae. De wetenschappelijke naam van de soort is voor het eerst geldig gepubliceerd in 1939 door Rehder.